# Gymnosporangium confusum
Gymnosporangium confusum är en svampart som beskrevs av Plowr. 1889. Gymnosporangium confusum ingår i släktet Gymnosporangium och familjen Pucciniaceae.   Inga underarter finns listade i Catalogue of Life.